# Edward Józef Abramowski
Edward Józef Abramowski (Kiev, 17 agosto 1868 – Varsavia, 21 giugno 1918) è stato un sociologo e psicologo polacco.
Professore, dal 1915, di psicologia all'Università di Varsavia, di cui fondò l'Istituto di psicologia.
Sviluppò secondo un proprio punto di vista le dottrine di Karl Marx e fu un teorico della cooperazione. Come psicologo, si occupò soprattutto del problema del subcosciente e, successivamente, anche di spiritismo.

## Opere
- 1904 – Socjalizm a państwo («Il socialismo e il potere»)
- 1907 – Idee społeczne kooperatyzmu («Idee sociali di cooperativismo»)
- 1914 – Źródla podświadomości i jej przejawy («Le fonti del subcosciente e le sue manifestazioni»)